# Крутицкая улица (Иваново)
Крути́цкая у́лица — одна из старейших улиц города Иванова. Располагается в Ленинском районе. Начинается от проспекта Ленина и идёт в юго-восточном направлении до Шереметевского проспекта. Пересекается с улицами: 10 Августа, Подгорная, Советская, Пушкина, Арсения, Садовая и Подгорным переулком. Протяженность 1,1 км. Линии общественного транспорта отсутствуют.

## Происхождение названия
Известна с начала XVIII века. В 1579 году рядом с селом Иваново у ручья Кокуй был построен мужской Покровский монастырь (ныне территория Дворца искусств). Рядом с монастырём стали селиться крестьяне, и возникла монастырская слобода Притыкино или просто Монастырская слобода. Упоминается в Писцовых книгах по Суздальскому уезду 1630 года. Название Монастырская слобода сохранилась за улицей до конца XVIII века, затем стала называться Большая Круглиха. В 1880 году переименована в Крутицкую улицу. Название «Крутицкая», то есть «крутая» получила как проходящая по краю высокой крутой возвышенности вдоль правого берега Уводи.
В 1873 г. фабрикант Захар Кокушкин за свой счёт выстроил дамбу через ручей Кокуй, что позволило соединить улицу с Геогриевской (ныне проспект Ленина). В 1915 году улица продлена за счёт присоединения к ней Шаваевского переулка (участок от проспекта Ленина до Подгорной улицы).

Это одна из немногих улиц Иванова, сохранившая своё дореволюционное название.

## Архитектура
Застройка смешанная. Имеются памятники архитектуры.
- Дворец искусств — в 1931 году на месте Покровской и Троицкой церкви началось строительство одного из крупнейших в стране театров по проекту архитектора А. В. Власова. Театр был построен в 1939 году в стиле позднего конструктивизма. Здание несколько раз перестраивалось и реконструировалось. Современный облик приобрел в 1987 году. Вмещает в себя три театра — Музыкальный, Драматический и Кукольный.[6]
- Ивановская областная библиотека для детей и юношества (дом № 9). Здание построено во второй половине XIX века как промышленный корпус фабрики Я. Н. Фокина. В 1924 году Иваново-Вознесенский губисполком принял решение организовать в этом здании первую в СССР фабрику-кухню, которая открылась 29 марта 1925 года (архитекторы Б. А. Коршунов и М. М. Чураков)[7][8].
- Усадьба управляющего вотчиной Шереметевых — памятник архитектуры XIX века в стиле классицизм. В доме разместилась квартира управляющего, а во флигеле контора. Здание окружал Графский парк в духе парков загородных дворянских усадеб, спускавшийся к реке Уводи. Часть парка сейчас занимает Сад 1 Мая.
- Церковь Казанской иконы Богоматери[9].
- Туберкулёзный диспансер — здание 1928 года. Построено по проекту архитектора Г. Г. Павина. Сочетает традиции провинциального неоклассицизма с приёмами новаторской архитектуры 1920-х годов.
- Дом Бабенкова — дом № 27. Построен в стиле позднего классицизма. Возведён в 1830-х годах для владельца набойной фабрики А. Х. Бабенкова, с 1889 года принадлежал фабриканту Я. Н. Фокину.
- Гостиничный комплекс «ORIEN» — дом № 35.

- Покровский собор. Начало XX века. Ныне территория Дворца искусств
- Покровская улица (10 Августа). На дальнем плане перекрёсток с Крутицкой улицей. Начало XX века.